# Laurence Olivier Award
Laurence Olivier Award ou Olivier Award (pt: Prêmio Laurence Olivier) é um prêmio entregue anualmente pela The Society of London Theatre, para reconhecer a excelência no teatro profissional. Batizado em homenagem ao renomado ator britânico Laurence Olivier, ele é concedido às peças apresentadas durante o ano no West End e em outras áreas da cidade de Londres. 
O prêmio é reconhecido internacionalmente como a maior honraria concedida no teatro britânico e considerado como o equilavente ao Tony Awards da Broadway e aos Molière da França.

## História
O prêmio, originalmente chamado The Society of West End Theatre Awards, quando de sua criação em 1976, foi rebatizado como Laurence Olivier Awards em 1984, após o consentimento de Olivier, ainda vivo na época. Desde então, ele é simplesmente conhecido como Prêmio Olivier. Ele reproduz a imagem do ator caracterizado como Henrique V, um dos mais famosos papéis shakespereanos representados por ele nos palcos.
Entre os maiores vencedores do prêmio estão a atriz Judi Dench (a que conquistou o prêmio mais vezes) e o compositor Andrew Lloyd Webber. Algumas das peças e musicais de sucesso já agraciados com ele estão A Chorus Line (o primeiro musical a recebê-lo), Cats, Evita, O Fantasma da Ópera e Sweeney Todd.